# Telmatobius timens
Espèce
Statut de conservation UICN

 CR A2ace : 
En danger critique
Telmatobius timens est une espèce d'amphibiens de la famille des Telmatobiidae.

## Répartition
Cette espèce se rencontre entre 3 450 et 3 750 m d'altitude :
- dans la province de Franz Tamayo du département de La Paz dans l'ouest de la Bolivie ;
- sur le versant Nord du col Abra Acanacú, dans la province de Paucartambo de la région de Cuzco dans le sud-est du Pérou.

Sa présence entre ces deux sites distants de 300 km est supposée.

## Publication originale
- De la Riva, Aparicio & Ríos, 2005 : New Species of Telmatobius (Anura: Leptodactylidae) from Humid Paramo of Peru and Bolivia. Journal of Herpetology, vol. 39, no 3, p. 409-416.